# Colonia Benito Juárez San Felipe Santiago
Colonia Benito Juárez San Felipe Santiago är en ort i Mexiko, tillhörande kommunen Jiquipilco i den nordvästra delen av delstaten Mexiko. Orten hade 492 invånare vid folkräkningen 2010.